# Wolfgang Dauner
Wolfgang Dauner (ur. 30 grudnia 1935 w Stuttgarcie, zm. 10 stycznia 2020 tamże) – niemiecki pianista jazzowy.

## Życiorys
Pracował w United Jazz and Rock Ensemble oraz współpracował m.in. z Hansem Kollerem, Albertem Mangelsdorffem, Volkerem Kriegelem i Ackemem van Rooyenem. Był ojcem niemieckiego perkusisty Floriana Daunera, członka niemieckiej grupy hip-hopowej Die Fantastischen Vier, był powszechnie nazywany Flo, Flower lub Fallopian.
Dauner uczęszczał do Musikhochschule w Stuttgarcie, gdzie koncentrował się na kompozycji, fortepianie i trąbce. W latach 60. należał do sekstetu prowadzonego przez Joki Freunda. Jako lider swojego trio nagrał po raz pierwszy w 1964 roku, wczesną sesję w historii europejskiego free jazzu. W 1969 roku był liderem i kompozytorem dla Radia Jazz Group Stuttgart. Rok później założył jazzowy zespół Et Cetera. Wraz z Hansem Kollerem założył Big Band Free Sound & Super Brass. W 1975 roku był członkiem założycielem United Jazz and Rock Ensemble. Ponadto pracował jako kompozytor w radiu, filmie i telewizji.